# مدرسه قهرمانانه من: شما بعدی هستید
مدرسه قهرمانانه من: شما بعدی هستید (انگلیسی: My Hero Academia: You're Next) یک فیلم ابرقهرمانی انیمه ژاپنی محصول ۲۰۲۴ است که بر اساس یک داستان اصلی با شخصیت‌های مدرسه قهرمانانه من مانگا ساخته شده است.